# Beto Gadelha
José Roberto Tavares Gadelha, mais conhecido como Beto Gadelha (Goiana, 13 de março de 1947 – Recife, 15 de setembro de 2024) foi um político brasileiro do estado do Pernambuco.
Foi prefeito de sua cidade natal duas vezes. Assumiu pela primeira vez em 1993 e permaneceu até 1996. Em 1998 foi eleito deputado estadual. Em 2004  foi eleito pela segunda vez prefeito de Goiana, mas teve o mandato cassado pelo TSE em 2006 . Morreu no Recife aos 77 anos, vítima de um câncer.